# Pfettisheim
Pfettisheim är en kommun i departementet Bas-Rhin i regionen Grand Est (tidigare regionen Alsace) i nordöstra Frankrike. Kommunen ligger i kantonen Truchtersheim som tillhör arrondissementet Strasbourg-Campagne. År 2018 hade Pfettisheim 891 invånare.

## Befolkningsutveckling
Antalet invånare i kommunen Pfettisheim
| Referens: INSEE |